# Cachoeira do Macaquara
A Cachoeira do Macaquara é uma queda d'água localizada no distrito de Monte Dourado, no município de Almeirim, no estado do Pará, no Brasil. Se localiza no rio Jari.

## Etimologia
"Macaquara" é um termo oriundo da língua geral setentrional. Significa "toca (quara) de macaás (macaá)".